# 北上市立公園展勝地
北上市立公園 展勝地（きたかみしりつこうえん てんしょうち）は、岩手県北上市にある都市公園。

## 概要
北上川沿岸にある公園で、桜の名所として知られる。この桜は1920年（大正9年）に行われた桜の植栽事業で植えられたもので、現在、敷地約2万9,300平方メートルに、約1万本の桜と10万株のツツジがある。1990年（平成2年）、日本さくらの会より日本さくら名所100選に認定され、青森県の弘前、秋田県の角館と並んで「みちのく三大桜名所」のひとつに数えられている。樹齢80年以上のソメイヨシノが約2kmにわたって桜並木になっている。陣ヶ丘からの美しい眺めにあやかって展勝地と名付けられた。

## 施設
- みちのく民俗村
- 北上市立博物館
- サトウハチロー記念館
- 利根山光人記念美術館
- 極楽寺遺跡
- 立花毘沙門堂
- 陣ヶ丘
- 北上夜曲碑
- 北上市いこいの森
- 珊瑚橋
- 展勝地レストハウス
- 保存鉄道車両
  - 蒸気機関車C58 342
  - 貨車ワフ29826
  - 貨車キ228

## ギャラリー

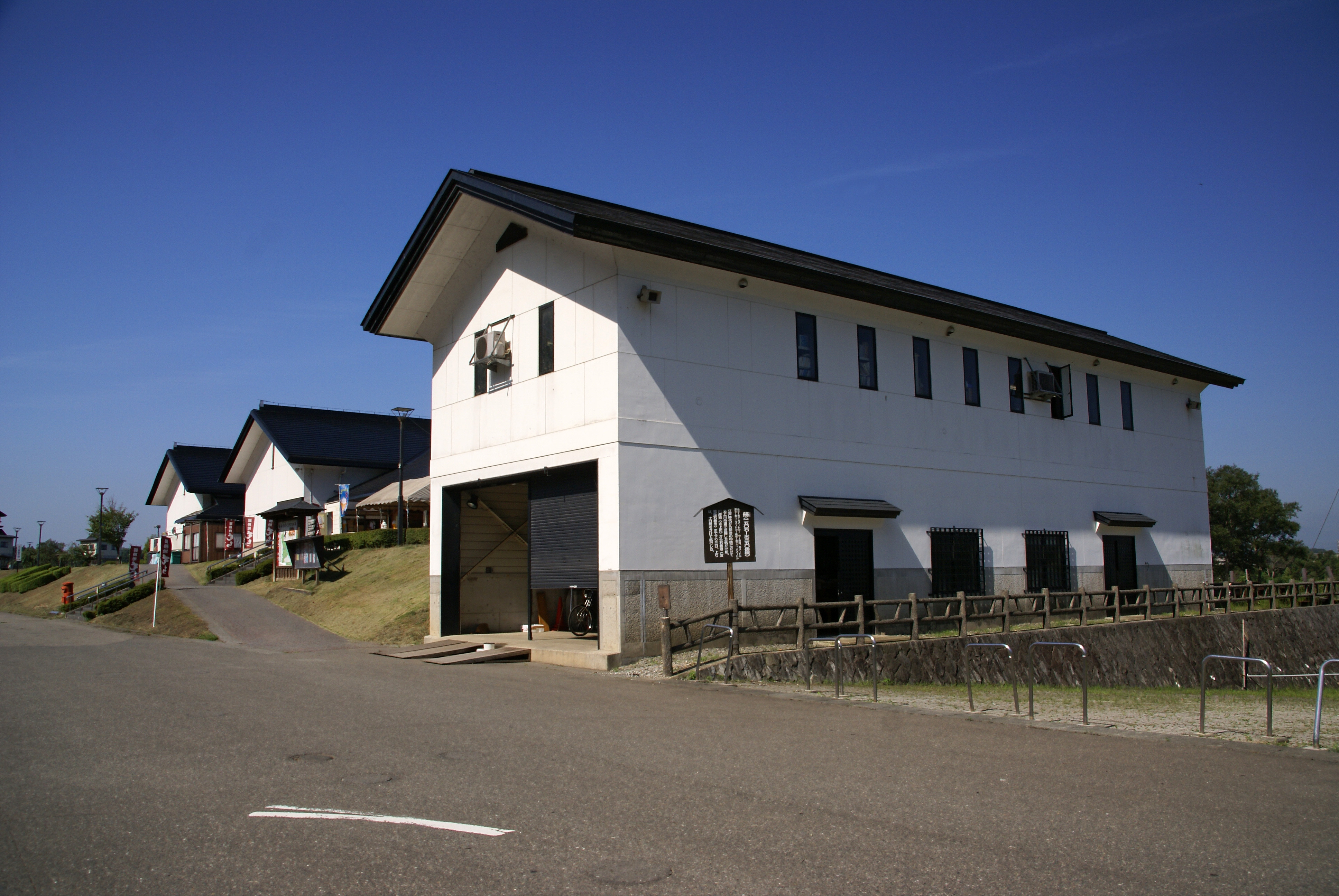
展勝地レストハウス
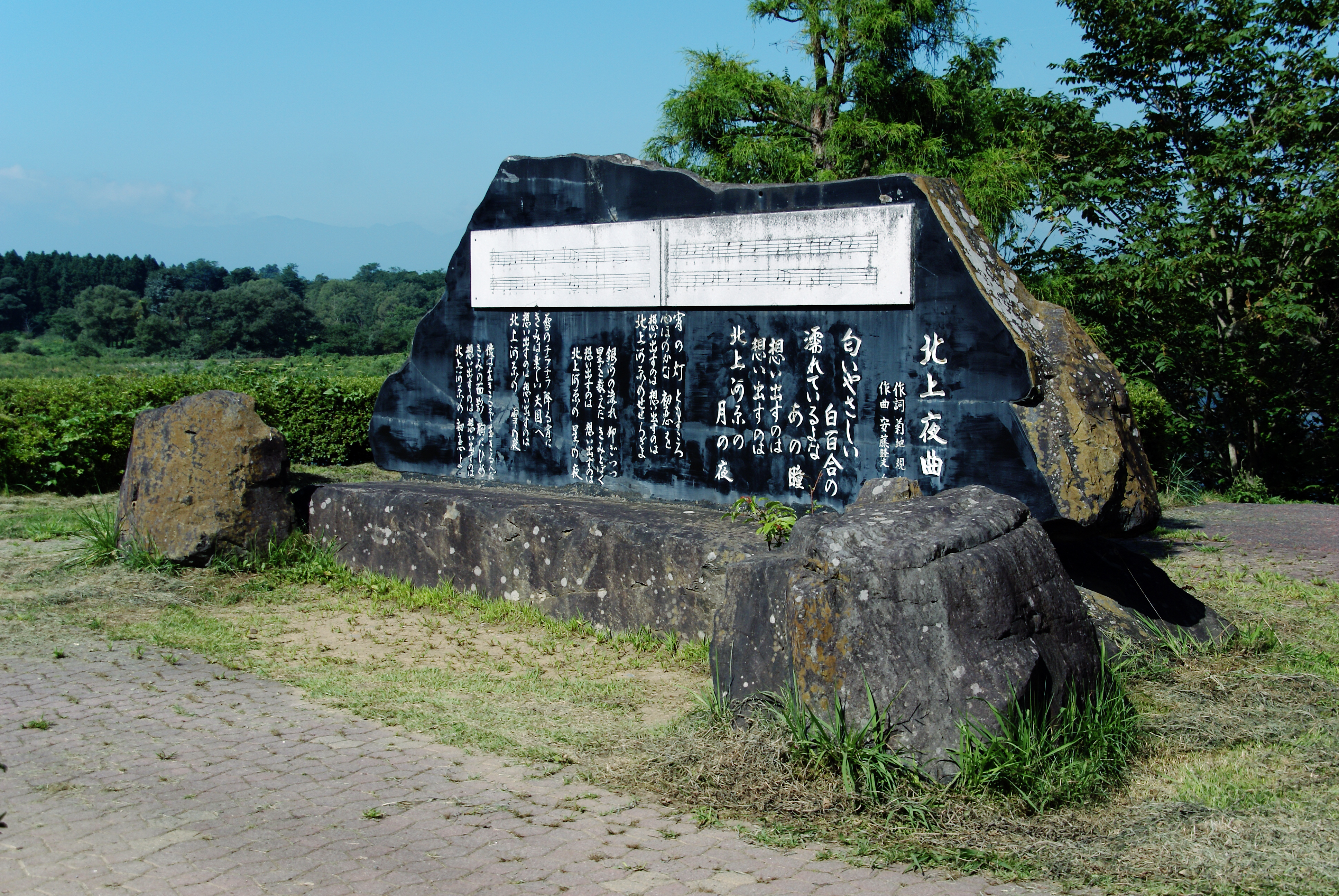
北上夜曲碑
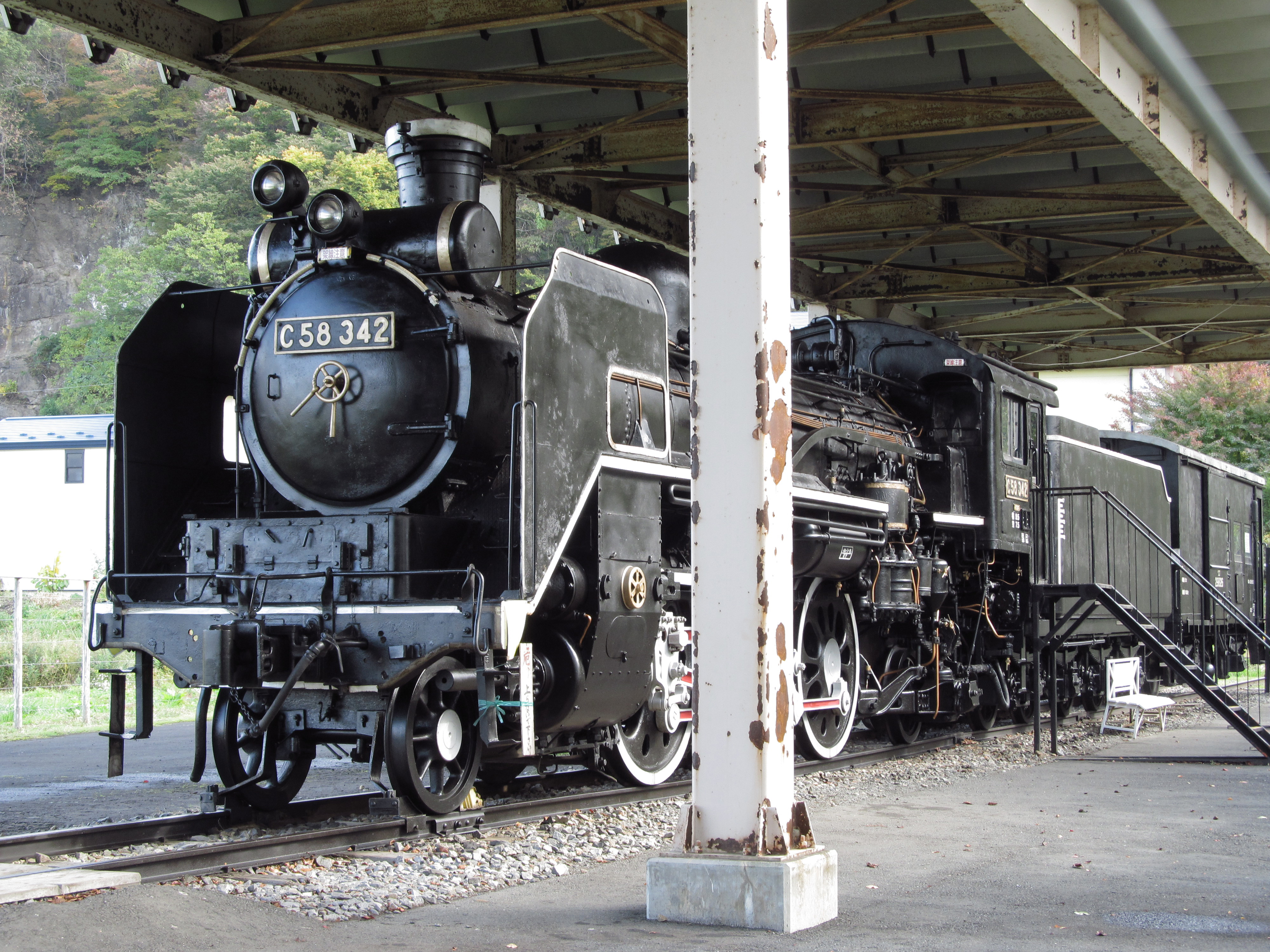
C58 342
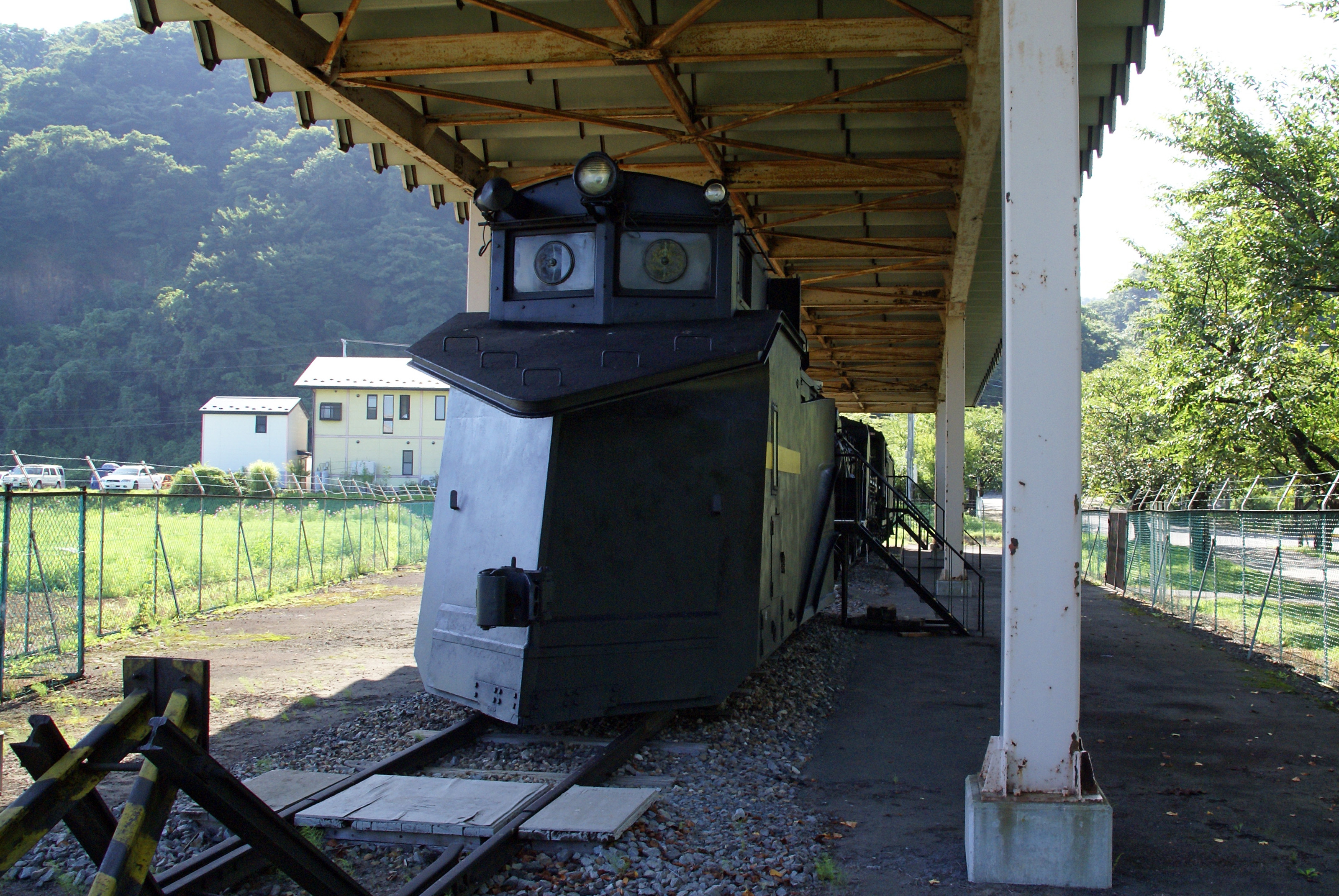
キ228
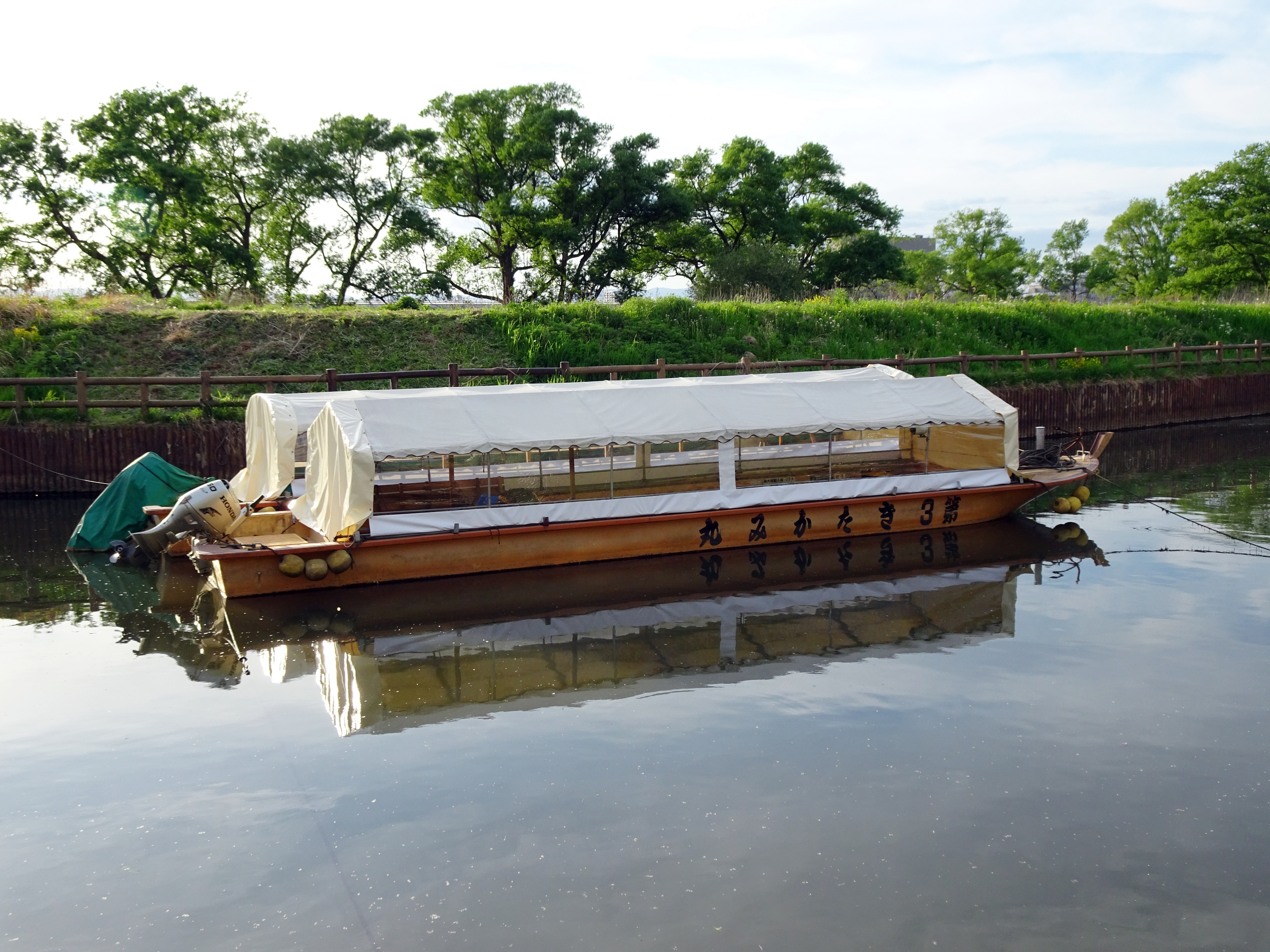
第３きたかみ丸